# Luigi Pruneti
Luigi Pruneti (Firenze, 14 dicembre 1948) è uno scrittore italiano.
Saggista e studioso di esoterismo, è stato Sovrano Gran Commendatore Gran Maestro della Gran Loggia d'Italia degli Alam, dal dicembre del 2007 al dicembre del 2013, quando ricopre, a seguito di elezione, il ruolo di Grande Oratore della Comunione. Il 24 giugno 2017, in occasione del tricentenario della massoneria, ha fondato l'Ordine Massonico Tradizionale, poi rinominato Ordine Massonico Tradizionale Italiano, di cui è ora Gran Maestro.

## Biografia
Si laurea a Firenze, in materie letterarie e si specializza poi in discipline storiche. Inizia giovanissimo a pubblicare saggi e studi storici: con il primo libro, Opposizione religiosa nel Medioevo, pubblicato in collaborazione con T. Panaro, vince il premio "Portovenere – Montefinale" nella sezione di saggistica e giornalismo, proseguendo a pubblicare saggi storici e studi sull'esoterismo in generale e sulla massoneria in particolare.

## Massoneria e gran maestranza
Nel 1974 entra a far parte della Gran Loggia d'Italia degli Alam, una comunione massonica italiana sia maschile che femminile. Raggiunge il 33º grado del Rito scozzese antico ed accettato nel 1992.
All'interno della comunione massonica ricopre tutte le più importanti cariche, giungendo nel dicembre 2007 ad essere eletto Sovrano Gran Commendatore del RSAA e Gran Maestro dell'Ordine (ovvero, delle Logge dei primi tre gradi azzurri: Apprendista, Compagno e Maestro).
Durante il suo mandato alla guida della comunione massonica, ha incentivato i rapporti con le comunioni liberali di carattere adogmatico, in Europa e nel resto del mondo, ed ha proceduto alla revisione dei rituali, istituendo apposite commissioni, che hanno corretto alcune imperfezioni che erano state introdotte in occasione della ripresa dei lavori massonici dopo le persecuzioni del ventennio fascista.
Il 4 dicembre 2010 Pruneti viene eletto nuovamente alla guida della comunione massonica, per il triennio 2011-2013, al termine di tale mandato, non essendo rieleggibile per statuto, viene eletto il suo successore Antonio Binni.
Il 17 dicembre 2016 Antonio Binni è rieletto con una maggioranza risicata per un secondo mandato, e il Pruneti il 18 dicembre dello stesso anno viene bruciato tra le Colonne, a seguito di regolare processo Massonico, perdendo così la qualità di Iniziato. Pruneti fonda allora nel 2017 l'Ordine Massonico Tradizionale. Comunione massonica, che in occasione del tricentenario dalla nascita della massoneria speculativa (24 giugno 1717), rinomina Ordine Massonico Tradizionale Italiano.

## Opere
Pruneti è stato direttore responsabile della rivista trimestrale di cultura tradizionale Officinae, ed è autore di opere dedicate alla storia e alle tradizioni della Toscana: Firenze era così (1986) e La Toscana dei misteri. Leggende e curiosità su castelli e borghi toscani (2004); Firenze dei misteri. Storie, leggende, curiosità all'ombra del Cupolone (2006) e infine Stradario magico di Firenze (2008), di Roberto Pinotti.
Attualmente, è Direttore responsabile di Iside Archiviato il 27 novembre 2020 in Internet Archive. , rivista di cultura esoterica dell'Ordine Massonico Tradizionale Italiano.
Come saggista di opere sulla massoneria, si è occupato dello studio dell'antimassoneria, pubblicando Oh setta scellerata ed empia, appunti su oltre due secoli di pubblicistica antimassonica del 1992 e La Sinagoga di Satana. Storia dell'antimassoneria, 1725 – 2002, una rassegna della pubblicistica antimassonica tra il XVIII e il XXI secolo. Riguardano invece la tradizione iniziatica e massonica La via segreta (2005) e Scritti massonici (2007).
Si è dedicato anche alla narrativa con la novella Una piccola magia e poi la raccolta di racconti Memorie di Atlantide e altri racconti esoterici entrambi del 2005.
Elenco cronologico delle opere.
- Opposizione religiosa nel Medioevo, in collaborazione con T. Panaro. Casa editrice G. D'Anna, Firenze – Messina 1977.
- Firenze era così. AZ Editrice, Firenze 1986.
- Gli Uffizi. Tutta la galleria sala per sala , in collaborazione con M. Mannelli. AZ Editrice, Firenze 1988.
- San Gimignano. Pianta e guida. AZ Italia, Firenze 1990.
- Pisa era così. Raccolta di rare cartoline d'epoca. Mannelli Editore, Firenze 1990.
- La Versilia era così. Raccolta di rare cartoline d'epoca. Mannelli Editore, Firenze 1990.
- Moda eleganza e vanità. Raccolta di rare cartoline d'epoca. Mannelli Editore, Firenze 1991.
- Alla conquista dei cieli. Raccolta di rare cartoline d'epoca. Mannelli Editore, Firenze 1991.
- Ruote e Motori che passione. Raccolta di rare cartoline d'epoca. Mannelli Editore, Firenze 1991.
- Oh, Setta scellerata ed empia. Appunti su oltre due secoli di pubblicistica antimassonica. Edizioni Il Campanile, Firenze 1992.
- La Tradizione Massonica. NEI – EDIMAI, Roma 1994.
- Castelli e fortificazioni dell'Ascolano. Octavo Franco Cantini Editore, Firenze, 1995.
- Antimassoneria ieri e oggi. EDIMAI, Roma 1995.
- Valdinievole. Storia Arte Architettura in collaborazione con B. Gianessi. Octavo Franco Cantini Editore, Firenze 1997.
- Firenze. Octavo Produzioni Editoriali Associate, Firenze 2000.
- La Sinagoga di Satana. Storia dell'antimassoneria, 1725 – 2002. Edizioni Giuseppe Laterza, Bari 2002.
- La Toscana dei misteri. Leggende e curiosità su castelli e borghi toscani. Casa editrice Le Lettere, Firenze 2004.
- Una piccola magia. Studio Editoriale Greco, Firenze So-Gra-Ro, Roma 2005.
- Memorie di Atlantide ed altri racconti esoterici, Le Lettere, Firenze 2005.
- La via segreta. Scritti di simbologia iniziatica e di esoterismo. Giuseppe Laterza Edizioni - Collana Studi e testi. Bari, 2005.
- Firenze dei misteri. Storie, leggende, curiosità all'ombra del Cupolone. Le Lettere, Firenze 2006.
- Scritti massonici. Edizioni Giuseppe Laterza, Bari 2007.
- Stradario magico di Firenze. Le Lettere, Firenze 2008 (scritto insieme a Roberto Pinotti).
- Sentiero del bosco incantato LA GAIA SCIENZA EDITRICE 2009.
- Annali della Gran Loggia d'Italia degli A.L.A.M. 1908 - 2010, con A. A. Mola, Edizioni Giuseppe Laterza, Bari 2010.
- A volte s'incontrano ... Folletti, gnomi e oscure presenze in Toscana e nel mondo, Le Lettere, Firenze 2012.
- Aquile e Corone, L'Italia il Montenegro e la massoneria dalle nozze di Vittorio Emanuele III ed Elena al governo Mussolini, Le Lettere, Firenze 2012"
- Annales Gran Loggia d'Italia degli A.L.A.M. 1908 - 2012. Cronologia di storia della Massoneria italiana e internazionale, a.c. di A. A. Mola, Atanor, Roma 2013, pp. 573
- L'economia egoista. Un nuovo modello economico è possibile?, AA.VV., Datanews Editrice, Roma 2013, pp. 93. con saggi di: A. Foccillo, S. Fadda, G. M. Fara, L. Pruneti, V. Russo.
- La massoneria rivelata. Storie, leggende e segreti Luigi Pruneti e Marco Dolcetta, Mondadori 2013, PP 215 Collana "I luoghi e la storia"
- Il coraggio di sognare. Hugo Pratt, fra avventura e mistero. Tipheret, Gruppo Editoriale Bonanno, Acireale – Roma 2013, pp. 120.
- Risorgimento e Massoneria, a.c. di A. A. Mola e L. Pruneti, Atanor, Roma, 2013, pp. 312
- Moleskine, Racconti di fiele e di miele, Edizioni Giuseppe Laterza, Bari 2013, pp. 120
- Il Mistero del Re del Mondo e il Mito di Agharta, La Gaia Scienza, Bari, 2014, pp. 150. libro illustrato.
- Gli iniziati. Il linguaggio segreto della massoneria, Mondadori, 2014, pp. 220, collana "Oscar nuovi misteri".
- L'eredità di Torquemada. Sommario di storia dell'antimassoneria dalle scomuniche alla P4, prefazione di Aldo Mola, Tipheret – Gruppo Editoriale Bonanno Srl, Acireale – Roma 2014, pp. 483
- Il segreto di Corto Maltese, l'occulto, l'esoterico, il magico nell'opera di Hugo Pratt, La Gaia Scienza Editoriale Dobrynia & D'Alonzo, Bari 2015, pp. 181, illustrato.
- Sulla Battiglia prefazione di Giorgio Pressburger, Gruppo Editoriale Bonanno, Acireale – Roma 2016, pp. 70
- Prefazione a G. R. CRAFTS, Rito Scozzese Antico e Accettato. Logge di Perfezione compresi gli undici gradi ineffabili della Massoneria, Tipheret – Gruppo Editoriale Bonanno, Acireale – Roma 2016, pp. 180,
- L’avvocato del diavolo. Breviario di autodifesa del massone, Tipheret- Gruppo Editoriale Bonanno, Catania 2016, pp. 92.
- Vecchio Continente e Massoneria. Il R.S.A.A. promotore di un’Europa ispirata e retta dagli alti valori della Libera Muratoria, a. c. di Gianni Curami e di Luigi Pruneti, Tipheret-Gruppo Editoriale Bonanno, Catania 2016, pp. 203
- De turris tenebrarum. L’enigma delle torri maledette, L’Arco e la Corte Edizioni, Bari 2017, 158 pp.
- Il vento e la cetra. Luigi Pruneti, L'arco e la corte edizioni, Bari 2019, pp. 80.
- Rituale Egizio di Cagliostro. Con saggi storici e biografici. Antonio Donato e Luigi Pruneti - L'Arco e la Corte Edizioni, Bari 2020, 90 pp.
- La porta d'avorio. La globalizzazione all'ombra del Kali Yuga. L'Arco e la Corte Edizioni, Bari 2020, 100 pp.
- Covid & esoterismo. Luigi Pruneti e Antonio Donato - L'Arco e la Corte Edizioni, Bari 2020, 84 pp.
- Rituali della Massoneria Egizia di Cagliostro. A cura di Antonio Donato e Luigi Pruneti - L'Arco e la Corte Edizioni, Bari 2021, 136 pp.
- Intervista a Luigi Pruneti. Storie e riflessioni sulla massoneria. Di Francesco Guida e Luigi Pruneti, pref. di Aldo A. Mola - Bastogi Libri, Roma 2021, 144 pp.
- Cagliostro e gli Architetti africani. Storia evoluzione e caratteristiche della massoneria egizia. A. c. di Luigi Pruneti, Edizioni Menabò, Pescara 2022, pp. 87 illustrato.
- Eva e l'altare. Storie di donne e di eresie. Luigi Pruneti, BastogiLibri / Studi interdisciplinari, Roma 2022.
- Le 11 unghie del diavolo. Luigi Pruneti, Casa Editrice Freccia d'oro, Ferrara, 2023, pp. 176
- Quis Contra Nos? La massoneria nell'impresa fiumana di D'Annunzio. Luigi Pruneti, Ianieri edizioni, Pescara 2024, pp. 192
- Otto in condotta. Massoneria e scuola nell'Italia del Secondo Ottocento. Luigi Pruneti, Casa Editrice Freccia d'Oro, Cento 2024, pp. 152
- Le Ragioni di Sauron. Il regno delle tenebre secondo Tolkien. Luigi Pruneti, L'Arco e la Corte, Bari 2024 (Le Vie dell'Anello), pp. 168

## Filmografia
- Il mistero di Dante, regia di Louis Nero (2014); interpreta se stesso a fianco del Premio Oscar F. Murray Abraham